# Melinaea crameri
Melinaea crameri är en fjärilsart som beskrevs av Frederick DuCane Godman och Osbert Salvin 1898. Melinaea crameri ingår i släktet Melinaea och familjen praktfjärilar. Inga underarter finns listade i Catalogue of Life.